# Indirizzo di base
In informatica e in particolare nei linguaggi di programmazione Assembly, lo spazio di indirizzamento della memoria è suddiviso in blocchi detti segmenti, i quali rappresentano un'unità indipendente di memoria indirizzabile. Ad ognuno di questi segmenti è attribuito un indirizzo di base (base address) che individua la cella iniziale.
Nei computer che utilizzano il suddetto schema di indirizzamento, per ottenere l'indirizzo fisico viene sommato il registro di segmento che contiene l'indirizzo di base del segmento di memoria correlata alla parola indirizzata  e l'offset che contiene lo slittamento (effective address) della parola indirizzata all'interno del segmento.